# Герольд

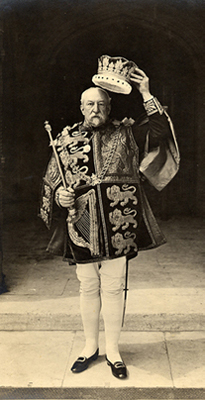
Герольд Уильям Уэлдон (William Weldon), гербовый король Норроя (глава герольдов Англии к северу от реки Трент), 1902 год

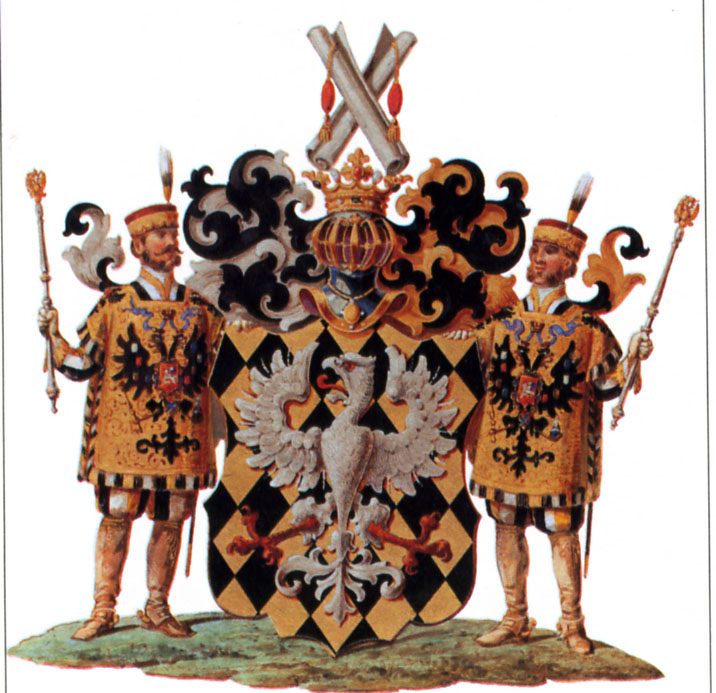
Герб П.П.Орлова, герольдмейстера: ОГ XIII, 128. Щитодержатели: два герольда в золотых одеяниях, украшенных Императорским орлом, малиновыми шляпами с перьями цветов Империи (белый, оранжевый, чёрный), держащие геральдические жезлы.

Геро́льд (в русском языке из нем. Herold либо пол. herold, от средневерхненемецкого heralt, heralde, через посредство старофранцузского héraut или позднелатинского heraldus германского происхождения, возможно, из древненижнефранкского *heriwald «владыка войска») — глашатай, вестник, церемониймейстер при дворах королей, крупных феодалов; распорядитель на торжествах, рыцарских турнирах. Герольд был также судьёй на турнире (страж турнира): подавал знак к началу турнира, мог остановить слишком ожесточённый бой. Герольд ведал составлением гербов и родословий (нем. Wappenherold).

## История[5]
Герольд — знатное лицо, сопровождавшее князя, затем он стал получать жалование и эта должность утратила свой престиж.
Первоначально в Риме и итальянских городах герольды, это низкооплачиваемые служители общины (часто вольноотпущенники, но не рабы), объединённые в декурии. Герольд находился в распоряжении отдельных должностных лиц, и только позднее — императора. Греческие герольды выполняли дипломатические (сопровождение посольств) и военные (объявление войны, переговоры о мире или перемирии, передача приказов) поручения, жезл в их руках (греч. kerykeion; лат. caduceus) гарантировал им неприкосновенность. В эпоху древнего Рима и древней Греции выступал, как государственный глашатай и блюститель порядка в народных собраниях, на выборах, театральных представлениях, судебных процессах, жертвоприношениях, играх, траурных церемониях, при принесении присяги, при переписях населения, общественных чествованиях. Герольд извещал о принятии государственных и частных правовых актов (высылке граждан из страны, освобождение рабов, получение наследства, сдача в аренду и.т.д.). По поручению частных лиц мог проводить распродажу имущества. Для выполнения подобных обязанностей герольду был необходим сильный голос. Гермес (Меркурий), а также Ирида в качестве вестников богов изображались с жезлом герольда.

## Герольд и геральдика
Герольды систематизировали знания о гербах, выработали общие принципы и правила их составления и распознавания и в конечном счёте создали науку «гербоведение» или «геральдику».
Французское название геральдики — «blason» — происходит от немецкого «blasen» — «трубить в рог» и объясняется тем, что когда рыцарь подъезжал к барьеру, ограждавшему место проведения турнира, он трубил в рог, чтобы возвестить о своём прибытии. Тогда выходил герольд и по требованию судей турнира описывал вслух герб рыцаря в доказательство его права принять участие в турнире. От слова «blasen» происходит и французское «blasonner», немецкое «blasonieren», английское «blazon», испанское «blasonar» и русское слово «блазонировать» — то есть описывать герб.
Герольды создали для описания гербов специальную терминологию — тезаурус (и сегодня используемый специалистами по геральдике), основанный на старофранцузском и средневековой латыни, так как само рыцарство, как и многое с ним связанное — рыцарский кодекс, оружейные разработки, турниры и, наконец, геральдика — берёт начало из Франции. В Средние века французский язык использовался правящими классами в большинстве стран Западной Европы, так что правила геральдики должны были быть составлены на этом языке. 
Русское слово «герб» заимствовано из польского «herb» и встречается во многих славянских и германских наречиях (herb, erb, irb) в значении наследник или наследство. Славянское название этого опознавательного знака прямо указывает на его наследственный характер. Английский термин «coat of arms», обозначающий герб, произошёл от названия особого предмета одежды «surcoat» — полотняной или шёлковой накидки, предохраняющей доспехи рыцаря от солнца и дождя (слово «рыцарь» происходит от немецкого «ritter» — всадник).
В настоящее время герольдами называются лица, уполномоченные верховной властью известить о каком-либо событии или участвовать в особых торжественных церемониях. Такие лица известны были еще в глубокой древности; на них возлагали объявление войны или мира, возвещение о каком-либо распоряжении правительства и т. п. Самое слово герольд получает этот смысл не ранее XIII в. До тех пор так называли, судя по дошедшим до нас песням, лиц, состоящих на службе у феодалов и обязанных воспевать и прославлять подвиги своих господ. 
Положение меняется при Филиппе-Августе, когда их начинают одевать в рыцарское платье с гербом владельца и возлагают на них некоторые обязанности на турнирах. Обязанности герольдов становятся совершенно точными к половине XIV века. Звание герольда является в это время почетным, в которое возводят лишь после какой-либо битвы, турнира или церемонии. Для этого государь возливал на голову возводимого кубок вина (иногда воды) и давал ему имя города, крепости и т. п., которое герольд сохранял до следующей высшей степени — оружейного короля (roi d’armes, Wappenkönig).

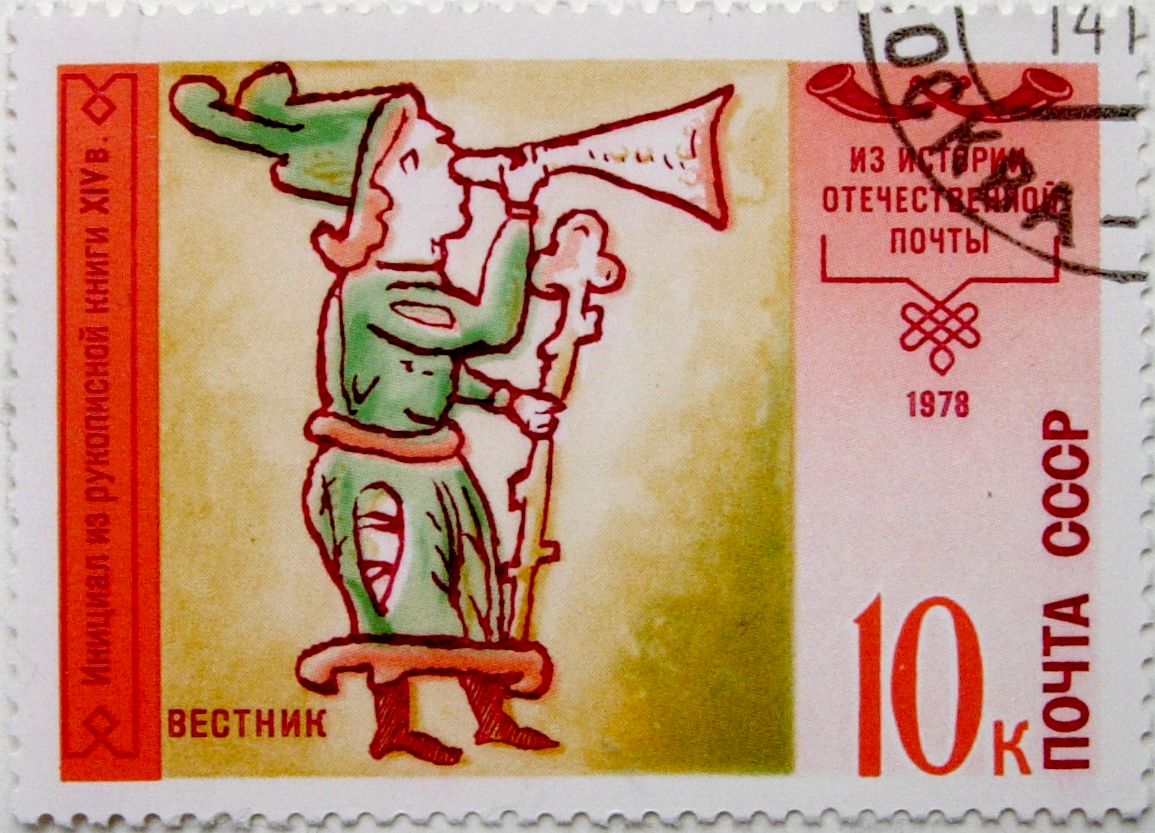
Русский вестник XIV века.

Обязанности герольда делились на три главные группы:
- на них возлагалось объявление войны, заключение мира, предложение сдачи крепости, а также счет убитых и раненых после битвы и оценка доблести рыцарей;
- они обязаны были присутствовать при всех торжественных церемониях, как, например, коронации или погребении государя, возведении в рыцарское достоинство, торжественных приемах и т. д.;
- на них возложены были и чисто геральдические обязанности — составление гербов, родословий и т. п.

Труд герольдов оплачивался очень хорошо, так как отпустить присланного герольда без подарка считалось как бы неуважением к приславшему его государю. Каждое государство делилось на несколько геральдических марок, бывших под наблюдением одного оружейного короля и нескольких герольдов (так, например, Франция в 1396 г. делилась на 18 марок).

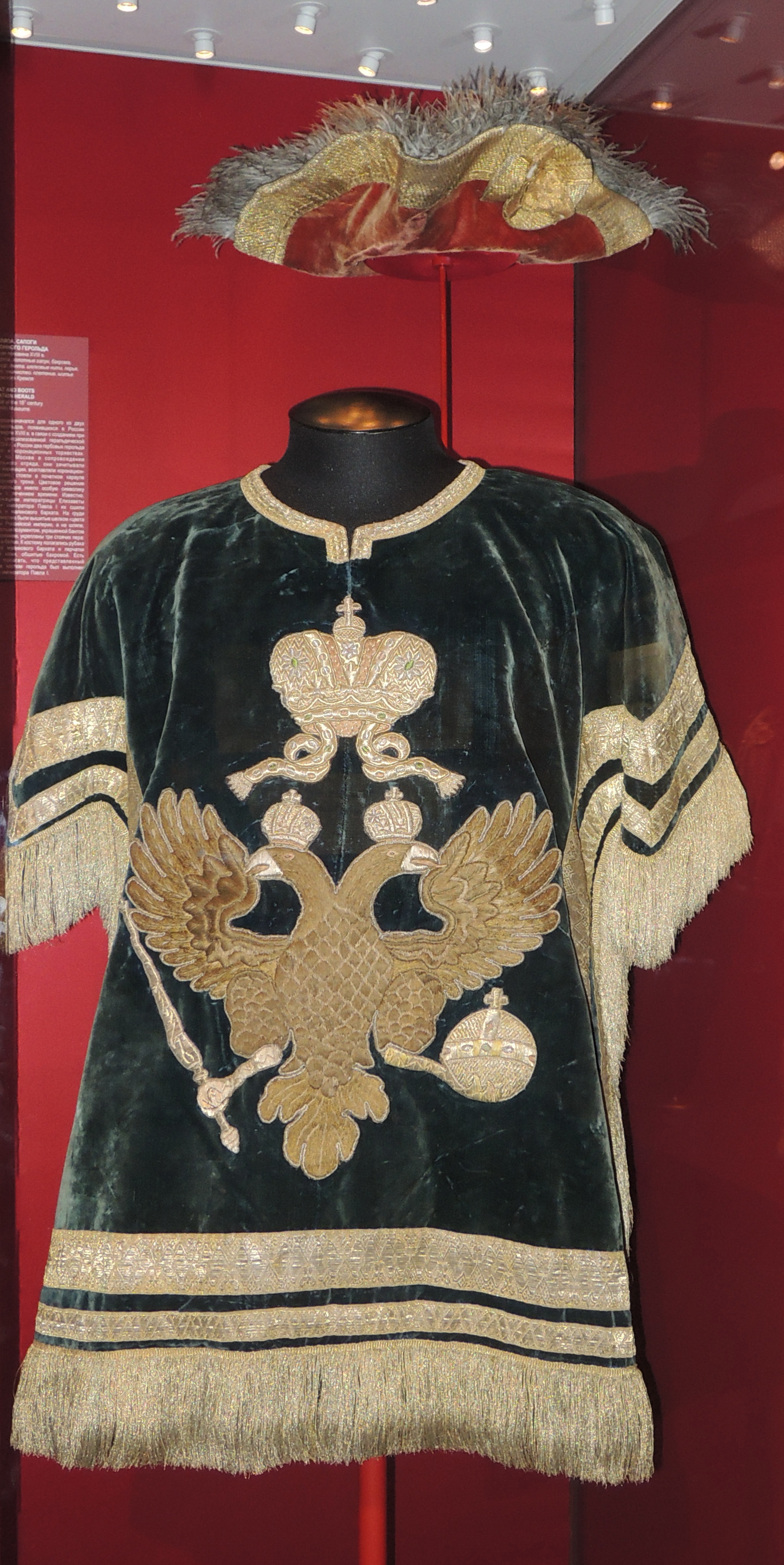
Костюм коронационного герольда императора Павла I (?)

С XVIII века герольды потеряли своё средневековое значение и назначаются лишь в случае какой-либо торжественной церемонии: коронации государей, бракосочетании и т. п. В этом значении герольды существовали, в частности, в России до падения монархии. Во время коронации последних императоров их одежда была из нижних кафтанов из золотой грани, поверх которых был надет золотой парчовый далматик, с вышитыми шелками на спине и груди государственными орлами.

## Герольды в Российской Империи

Герольд в царствование Павла I
Герольд в царствование Александра I
Герольд в царствование Александра II
Герольд в царствование Александра III
Герольд в царствование Николая II